# Karl Gabriel Adelsköld

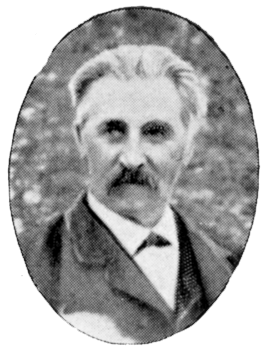
Karl Gabriel Adelsköld, Foto aus einem zeitgenössischen Lexikon

Karl Gabriel Adelsköld, Vorname auch in der Schreibweise Carl (* 6. Oktober 1830 in Alingsås, Västergötland, Schweden; † 4. November 1914 ebenda), war ein schwedischer Landschafts- und Marinemaler.

## Leben
Adelsköld, Spross des schwedischen Adelsgeschlechtes Adelsköld, Sohn des schwedischen Rittmeisters Jean Anders Adelsköld (1780–1846) und dessen Ehefrau Sofia Ulrika Tham (1787–1874), beschritt zunächst eine Offizierslaufbahn in der schwedischen Armee, dann in der mechanischen Abteilung der schwedischen Flotte. 1856 heiratete er Teresia Elisabet Charlotta Geijer (1835–1912), die einen Sohn und eine Tochter gebar. 1860 nahm er seinen Abschied aus dem Militärdienst und wurde Landschafts- und Marinemaler. Malerei studierte er in Stockholm und im Ausland, nach 1870 wohl auch in Düsseldorf.
Ein Bruder Adelskölds war der schwedische Eisenbahningenieur und Politiker Claes Adolf Adelsköld.